# SV Slee Juniors
Slee Juniors FC is een Surinaamse voetbalclub. De club heeft het George Deul Stadion in Paramaribo als thuisbasis.
De club komt uit in de Tweede Divisie van de Surinaamse Voetbal Bond (stand 2019).